# 해운대해변로
해운대해변로는 부산광역시 해운대구 우동 민락교와 중동 오산공원을 잇는 부산광역시의 도로이다. 해운대구 남쪽 지역을 주로 지나며 해운대해수욕장과 가장 가까운 곳에 위치한 도로인 것이 특징이다. 시점인 민락교에서 동백사거리까지 구간은 부산광역시도 제2003호선에, 동백사거리부터 종점인 중동까지 구간은 부산광역시도 제4005호선에 속한다.

## 주요 경유지
부산광역시
- 해운대구 우동 - 중동

## 노선
- 연한 파란색(■): 부산광역시도 제2003호선 구간
- 연한 분홍색(■): 부산광역시도 제4005호선 구간

| 이름                 | 접속 노선                                  | 소재지        | 소재지        | 비고                           |
| 광남로와 직결        | 광남로와 직결                              | 광남로와 직결 | 광남로와 직결 | 광남로와 직결                  |
| -------------------- | ------------------------------------------ | ------------- | ------------- | ------------------------------ |
| 민락교               |                                            | 부산광역시    | 해운대구      |                                |
| 우동항삼거리         | 수영강변대로                               | 부산광역시    | 해운대구      |                                |
| 요트장삼거리         | 해운대로452번길                            | 부산광역시    | 해운대구      |                                |
| (우1동주민센터)      | 마린시티1로                                | 부산광역시    | 해운대구      |                                |
| (운촌항)             | 마린시티1로                                | 부산광역시    | 해운대구      |                                |
| 동백사거리           | 부산광역시도 제4005호선 (동백로)           | 부산광역시    | 해운대구      |                                |
| 송림공원             |                                            | 부산광역시    | 해운대구      |                                |
| 해운대해수욕장삼거리 | 해운대로570번길                            | 부산광역시    | 해운대구      |                                |
| 해운대해수욕장       | 부산광역시도 제4007호선 (구남로)           | 부산광역시    | 해운대구      | 부산광역시도 제4007호선과 중복 |
| 노보텔앞삼거리       | 해운대해변로298번길                        | 부산광역시    | 해운대구      | 부산광역시도 제4007호선과 중복 |
| 해운대온천사거리     | 부산광역시도 제4007호선 (달맞이길) 중동2로 | 부산광역시    | 해운대구      | 부산광역시도 제4007호선과 중복 |
| 해운대과선교         |                                            | 부산광역시    | 해운대구      | 해운대과선교                   |
| 중동사거리           | 부산광역시도 제4006호선 (좌동순환로)       | 부산광역시    | 해운대구      | 해운대과선교                   |
| (이름 없음)          | 해운대로                                   | 부산광역시    | 해운대구      |                                |
| 해운대로와 직결      |                                            |               |               |                                |

## 주요 건물 및 시설
- 해강중학교 (부산광역시 해운대구 해운대해변로 17)
- 해강고등학교 (부산광역시 해운대구 해운대해변로 33)
- 부산관광공사 아르피나 (부산광역시 해운대구 해운대해변로 35)
- 부산영화촬영스튜디오, 부산요트경기장 (부산광역시 해운대구 해운대해변로 52)
- 해강초등학교 (부산광역시 해운대구 해운대해변로 73)
- 우1동주민센터 (부산광역시 해운대구 해운대해변로 104)
- 해운대소방서 (부산광역시 해운대구 해운대해변로 106)
- 한국전력공사 남부산지사 (부산광역시 해운대구 해운대해변로 113)
- 홈플러스 해운대점 (부산광역시 해운대구 해운대해변로 140)
- 해운대그랜드호텔 (부산광역시 해운대구 해운대해변로 217)
- 금연해변작은도서관 (부산광역시 해운대구 해운대해변로 264)
- 부산아쿠아리움 (부산광역시 해운대구 해운대해변로 266)
- 노보텔엠베서더 부산 (부산광역시 해운대구 해운대해변로 292)